# (30014) 2000 CY80
A (30014) 2000 CY80 a Naprendszer kisbolygóövében található aszteroida. M. J. Roe fedezte fel 2000. február 11-én.

## Kapcsolódó szócikk
- Kisbolygók listája (30001–30500)